# Pferdediebe

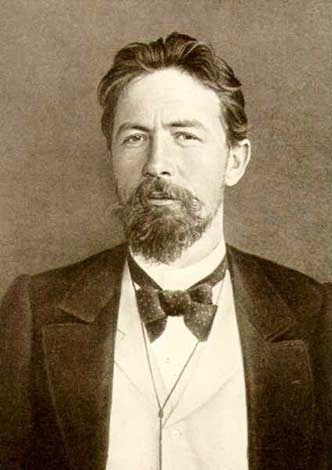
Anton Tschechow

Pferdediebe, auch Diebe (russisch Воры, Wory), ist eine Erzählung des russischen Schriftstellers Anton Tschechow, die am 1. April 1890 in der Sankt Petersburger Zeitung Nowoje wremja erschien.

## Handlung
Ende Dezember, auf dem Ritt von dem Dörfchen Repino zu seiner Arbeitsstelle, dem Krankenhaus, gerät der Feldscher Ossip Wassiljitsch Jergunow, ein beschränkter Mann, in einen Schneesturm. Als es partout nicht weitergeht, wartet der Reiter das Unwetter im Gasthof von Andrej Tschirikow ab. Tschirikow war vor einiger Zeit von Postkutschern erschlagen worden. Er hat eine Frau und die etwa 20-jährigeTochter Ljubka hinterlassen. Vorsichtig behält Jergunow seine Einkäufe und den Sattel am Mann. Drinnen kommt er mit einem gewissen Kalaschnikow aus Bogaljowka ins Gespräch. Jergunow weiß, die Bauern aus Bogaljowka gelten als Pferdediebe. Kalaschnikow, der bereits zweimal im Gefängnis gesessen hat, hält mit seinen Fragen den Feldscher zum Narren. Jergunow erzählt von seiner Zeit vor 1878 als Militärfeldscher während des Krieges. Dann wird über die Landstreicher in der Gegend gesprochen. Der Feldscher kann zu jedem Thema irgendetwas beisteuern; beschreibt einen dieser Burschen, der ihn bei seinem Ritt zur Pockenimpfung nach Golyschino aufgehalten hatte. Dieser Kerl, ein gewisser Merik, ein Charkower aus Mishiritsch, ist erstaunlicherweise anwesend, hat zufällig ausgeschlafen, klettert vom Ofen herab und korrigiert Jergunows Aussagen. Des Weiteren kommt die wahrscheinliche Todesursache Tschirikows zur Sprache: Er war ein Pferdedieb. Überhaupt ist der Feldscher von Pferdedieben umgeben. Merik ist auch einer. Kalaschnikow stößt mit Merik an. Ljubka steckt mit den beiden Dieben unter einer Decke.
Der angetrunkene Jergunow bedauert seine Biederkeit und ist verärgert, weil nicht er selbst, sondern Merik bei der kernigen, feurigen und vollbusigen Ljubka ankommt. Ljubka und Merik tanzen wie die Kreisel. Aber ihr Umgangston ist rau. Merik sagt scherzend zu Ljubka: „Ich werd's schon rauskriegen, wo deine Alte das Geld versteckt hat, ich schlag sie tot, und dir werd ich mit dem Messerchen das Kehlchen durchschneiden, und nachher zünd ich den Einkehrhof an.“
Merik rüstet zum Aufbruch. Ljubka umschmeichelt ihn, nötigt ihn zum Bleiben: „Wo willst du schon hin... Bist doch zu Fuß gekommen, worauf willst du reiten?“ Als Merik das Mädchen herzhaft küsst und geht, weiß der Feldscher, jetzt muss er nach seinem Pferd sehen und es im Auge behalten. Ljubka verhindert beides; umgarnt Jergunow. Als Jergunow Ljubka umarmt, betäubt sie ihn mit einem Schlag gegen die Schläfe.
Zeitsprung: Um die anderthalb Jahre später ist Jergunow längst arbeitslos und ein Dieb geworden. Er verlässt das Repinoer Wirtshaus und sieht, wie in der Ferne Andrej Tschirikows Hof in Flammen steht. Als er sich angesichts des Brandes vorstellt, wie Merik die beiden Frauen in dem Gasthof umgebracht hat, denkt der ehemalige Feldscher: „Schön wär's, sich nachts bei einem von den Reicheren einzuschleichen!“

## Hintergrund
Der Landstreicher Merik kommt bei Anton Tschechow bereits früher vor; zum Beispiel in Auf der Straße – dramatische Skizze in einem Akt aus dem Jahr 1884. Der Autor hatte die Pferdediebe am 15. März 1890 abgeschlossen und sofort an die Zeitung geschickt. Zwei Wochen darauf, am 1. April, schrieb er an seinen Freund Alexei Suworin, den Verleger der Neuen Zeit, er kenne diese Pferdediebe. Sie stählen nicht nur aus Not, sondern auch aus Leidenschaft. Und nach der Begegnung mit den Pferdedieben schaue Jergunow verächtlich auf sein „normales Leben“ zurück.
Zeitgenössische Kenner mutmaßen, Anton Tschechow habe während der Niederschrift einen Handlungsort aus der Gegend um sein heimatliches Taganrog im Auge gehabt.

## Rezeption
15. Juli 2004, zwei Anmerkungen aus der SZ und der FAZ zur Herausgeberin Heddy Pross-Weerth (siehe unten).

## Deutschsprachige Ausgaben
- Anton Tschechow: Diebe und andere Erzählungen. Herausgegeben und aus dem Russischen übersetzt von Heddy Pross-Weerth. 208 Seiten, Nymphenburger, München 2004. ISBN 978-3-485-01009-2

### Verwendete Ausgabe
- Pferdediebe, S. 5–26 in Anton Tschechow: Meistererzählungen. Aus dem Russischen übersetzt von Hertha von Schulz. Nachwort: Gudrun Düwel. 431 Seiten. Aufbau-Verlag Berlin 1962 (enthält: Pferdediebe. Weiber. Der Anfall. Krankenstation Nr. 6. Springinsfeld. Der schwarze Mönch. Das Haus mit dem Zwischenstock. Bauern. Der Mensch im Futteral. In der Schlucht. Die Braut).